# Bistum Ocaña
Das Bistum Ocaña (lat.: Dioecesis Ocaniensis, span.: Diócesis de Ocaña) ist eine in Kolumbien gelegene römisch-katholische Diözese mit Sitz in Ocaña.

## Geschichte
Das Bistum Ocaña wurde am 26. Oktober 1962 durch Papst Johannes XXIII. aus Gebietsabtretungen des Bistums Santa Marta errichtet und dem Erzbistum Nueva Pamplona als Suffraganbistum unterstellt.

## Bischöfe von Ocaña
- Rafael Sarmiento Peralta, 1962–1972, dann Bischof von Neiva
- Ignacio José Gómez Aristizábal, 1972–1992, dann Erzbischof von Santa Fe de Antioquia
- Jorge Enrique Lozano Zafra, 1993–2014
- Gabriel Ángel Villa Vahos, 2014–2020, dann Erzbischof von Tunja
- Luis Gabriel Ramírez Díaz, 2021–2023
- Orlando Olave Villanoba, seit 2024

Wappen des Bistums Ocaña